# Ugia
Ugia är ett släkte av fjärilar. Ugia ingår i familjen nattflyn.

## Dottertaxa tillUgia, i alfabetisk ordning[1]
- Ugia albertii
- Ugia albilinea
- Ugia amaponda
- Ugia calescens
- Ugia cinerea
- Ugia decisa
- Ugia disjungens
- Ugia duplicata
- Ugia duplicilinea
- Ugia egcarsia
- Ugia eugrapha
- Ugia flavida
- Ugia geometroides
- Ugia hecate
- Ugia insuspecta
- Ugia loxogramma
- Ugia malagasy
- Ugia mascusalis
- Ugia mediorufa
- Ugia minima
- Ugia monogramma
- Ugia navana
- Ugia nigripalpis
- Ugia polysticta
- Ugia prompta
- Ugia purpurea
- Ugia radama
- Ugia radigera
- Ugia roseata
- Ugia rufilinea
- Ugia scopulina
- Ugia serrilinea
- Ugia sestia
- Ugia signifera
- Ugia simplex
- Ugia stigmaphora
- Ugia straminilinea
- Ugia sundana
- Ugia taeniata
- Ugia transversa
- Ugia trigonalis
- Ugia umbrina
- Ugia violascens